# 施塔特格
施塔特格是奥地利施蒂利亚州格拉茨城郊县的一个市镇。总面积25.88平方公里，总人口2580人，人口密度99.7人/平方公里（2005年）。